# Jordan Hove
Jordan Hove (ur. 7 kwietnia 1980 roku) – amerykański siatkarz, przyjmujący.

## Kariera sportowa
Od 2003 roku był zawodnikiem duńskiego zespołu Marienlyst Odense. W 2006 roku wyjechał do Niemiec, by reprezentować barwy SV Bayer Wuppertal, występującego w sezonie 2006/2007 w 1. Bundeslidze, grupie Herren. Otrzymał do gry koszulkę z numerem 1. W 2007 roku w końcowej klasyfikacji ekstraklasy (grupa Herren) z zespołem uplasował się na 5. miejscu.